# Resseliella silvana
Resseliella silvana är en tvåvingeart som först beskrevs av Ephraim Porter Felt 1908.  Resseliella silvana ingår i släktet Resseliella och familjen gallmyggor.
Artens utbredningsområde är New York. Inga underarter finns listade i Catalogue of Life.